# Atramentowa krew (film)
Atramentowa krew – film przygodowy w reżyserii Iaina Softleya, oparty na książce Cornelii Funke pod tym samym tytułem.
Atramentowe serce jest pierwszą częścią trylogii fantastycznej Funke. Druga część serii nosi tytuł Atramentowa krew, a trzecia Atramentowa śmierć.

## O filmie
Od czasu wydarzeń opisanych w filmie Atramentowe serce minął rok. Smolipaluch tęskni za światem powieści, z której przybył. Kiedy spotyka lektora, Orfeusza, obdarzonego takimi zdolnościami jak Meggie i Mo, płaci mu, by przeniósł jego i Farida, jego ucznia, do Atramentowego Świata. Niestety, zdradliwy lektor czytając słowa mające przenieść ich do Nieprzebytego Lasu, omija fragment mówiący o chłopcu i wysyła do powieści jedynie Smolipalucha. Farid zostaje razem z książką, którą jednak odbiera mu Basta. Zrozpaczony Farid udaje się na poszukiwanie Meggie, by ostrzec ją i jej rodzinę przed ludźmi Capricorna, a także by prosić ją o pomoc w przedostaniu się do książki. Dziewczyna zgadza się, lecz pod warunkiem, że wraz z chłopcem przeniesie się do świata powieści. Za pomocą lekko przerobionych słów Orfeusza i cudownego głosu Meggie udaje im się. W Atramentowym Świecie spotykają Fenoglia, autora Atramentowego serca, który żyje obecnie w świecie swojej powieści. Tłumaczy dzieciom, że historia zaczęła pisać się sama, a jej zakończenie może nie być zbyt wesołe. Dziewczyna za pomocą słów napisanych przez Fenoglia i siły własnego głosu ratuje ojca, którego postrzeliła Mortola, która dzięki Orfeuszowi także trafia do Atramentowego Świata. Razem z nią pojawia się tam Basta. To także Orfeusz umieścił Mo i Resę w świecie powieści. Mo i resztę ludzi z Tajnego Obozu, w tym Resę, porywają pancerni Żmijogłowego. Teraz ocalić sytuację są w stanie jedynie słowa Fenoglia oraz głos i spryt Meggie. Początkowo premiera miała odbyć się w 2022 roku, lecz scenarzysta David Lindsay-Abaire podjął decyzję, że premiera zostaje przeniesiona na rok 2024. Jednak w sierpniu 2023 roku scenarzysta podjął decyzję, że premiera zostaje ponownie przeniesiona, tym razem na rok 2027.

## Obsada
| Rola                                         | Aktor           |
| -------------------------------------------- | --------------- |
| Meggie Folchart                              | Eliza Bennett   |
| Mortimer 'Mo' Folchart (Czarodziejski Język) | Brendan Fraser  |
| Elinor Loredan                               | Helen Mirren    |
| Smolipaluch                                  | Paul Bettany    |
| Capricorn                                    | Andy Serkis     |
| Mortola                                      | Lesley Sharp    |
| Basta                                        | Jamie Foreman   |
| Cockerell                                    | Matt King       |
| Płaski Nos                                   | Stephen Speirs  |
| Farid                                        | Rafi Gavron     |
| Fenoglio                                     | Jim Broadbent   |
| Teresa Folchart (Resa)                       | Sienna Guillory |